# Pietro Ciriaci
Pietro Ciriaci (ur. 2 grudnia 1885 w Rzymie, zm. 30 grudnia 1966 tamże) – włoski duchowny katolicki, wysoki urzędnik Kurii Rzymskiej, kardynał.
Do kapłaństwa przygotowywał się w Pontyfikalnym Seminarium Rzymskim, wstąpił tam w roku 1902. Święcenia otrzymał 18 grudnia 1909. Kształcił się na dalszych studiach w Ateneum S. Apolinare. Uzyskał trzy doktoraty: jeszcze przed święceniami z filozofii i teologii oraz w roku 1911 z prawa kanonicznego. Był następnie wykładowcą na swej macierzystej uczelni w latach 1914–1926. Oprócz tego od roku 1911 rozpoczął pracę w Kurii, gdzie służył w Penitencjarii, a później w Kongregacjach Soboru i Nadzwyczajnych Spraw Kościoła. W marcu 1922 otrzymał godność prałata.
15 lutego 1928 został mianowany tytularnym arcybiskupem Tarsu. Konsekrowany przez kardynała Sekretarza Stanu Stolicy Apostolskiej Pietro Gasparriego. Miesiąc później został nuncjuszem w Czechosłowacji. Po sześciu latach, w dniu 19 stycznia 1934 przeniesiony na placówkę do Portugalii. Tam pozostał aż przez dwadzieścia kolejnych lat. Na konsystorzu z 1953 otrzymał kapelusz kardynalski z tytułem prezbitera Santa Prassede. 20 marca 1954 mianowany prefektem Świętej Kongregacji Soboru Trydenckiego, na którym to urzędzie pozostał do śmierci. Oprócz tego, od roku 1955 stał na czele Komisji ds. Autentycznej Interpretacji Kodeksu Prawa Kanonicznego. Brał udział w konklawe 1958 i konklawe 1963 roku. Umarł w swej rzymskiej rezydencji. Przy śmierci asystował mu jego spowiednik. Mszy pogrzebowej przewodniczył papież Paweł VI. Pochowany w bazylice San Lorenzo in Lucina w Rzymie.